# Svarttjärnen (Malungs socken, Dalarna, 673550-139357)
Svarttjärnen är en sjö i Malung-Sälens kommun i Dalarna och ingår i Dalälvens huvudavrinningsområde.